# Elantxobe
Elantxobe è un comune spagnolo di 443 abitanti situato nella comunità autonoma dei Paesi Baschi.